# William Turner
Joseph Mallord William Turner (23. travnja 1775., London – 19. prosinca 1851., London) je bio engleski slikar i grafičar; najveći slikar boje, svjetla, prostora i atmosfere u 19. stoljeću i preteča impresionizma.

## Životopis
Studirao je na londonskoj Royal Academy, na kojoj je kasnije bio profesorom. Nakon svog prvog posjeta Italiji 1819. god. eksperimentirao je s novim oblikom naturalizma u svojim krajolicima, koji se zasnivao na izravnom promatranju zbilje, bez upotrebe ikakvih idealiziranih ili stiliziranih oblika; tada uvriježenih u romantičarskom slikarstvu. U jednom trenutku, užetom se privezao za jarbol broda Ariel kako bi iz prve ruke iskusio udare snijega, dima, vjetra i vode. To je iskustvo kasnije pretvorio u mnoga sablasna tumačenja (npr. Parni brod ispred ulaza u luku, 1842.).
J. M. William Turner je, zajedno s Johnom Constableom, zaslužan za nov pristup pejzažnom slikarstvu koji će uvelike imati utjecaj na europsku umjetnost. U pejzažno slikarstvo je uveo poštovanje prema točnom mjestu, vjerovanje da je običan prizor vrijedan slikanja i da su promjenjivi atmosferski efekti (svjetlo i vremenske prilike) ključni sastavni dio pejzaža.

## Djela
J. M. William Turner je slikao u ulju i akvarelu intenzivnim svijetlim i prozračnim bojama, koloristički raspršenu interpretaciju ozračja, oblika i motiva. Turner je doista započeo slikati u duhu romantičarske sklonosti prema ruševinama i gotici, pod djelomičnim utjecajem Claudea Lorraina, Nicolasa Poussina i nizozemskih pejzažista. No, njegovo zanimanje kasnije zaokuplja samo fenomen boje i atmosfere, te u djelima posljednjega desetljeća života (Kiša, para, brzina, 1844.)  ostvaruje čiste vizije poetskih doživljajvanja čari rasvjete i boje, lišene gotovo svake deskripcije. U svojim vizionarskim slikama nadišao je empirijske činjenice u korist “uzvišenoga”, fluidnog svijeta u kojem se sadašnjost rastapala u prošlosti, vizualno iskustvo u sjećanju, a pojedinačno je postajalo univerzalno, nestajući u bezvremenom prikazu.
Slika Parlament u plamenu, 16. listopada 1834., koja postoji u dvije inačice naslikane prema skicama nastalim tijekom cijele noći požara, postaje vizija Apokalipse. Slika staroga broda admirala Nelsona (Bojni brod Temeraire odvače na njegovo posljednje sidrište da bude uništen, 1838.), tužan je simbol ljudske sudbine.
Njegovo izvanredno viđenje prirode bilo je ključno za razvoj slikarstva u 19. stoljeću i izvršilo je velik utjecaj na europske realiste. Nefigurativna umjetnost 19. i 20. stoljeća često je oživljavala Turnerovu uporabu svjetla i boje. Njegova igra svjetlosti na prirodnim oblicima je dio ne samo impresionističkih i postimpresionističkih djela, nego i apstraktnog slikarstva Paula Kleea i nasilne prirode apstraktnog ekspresionizma Mattije Morena.
- Jezero Buttermere, oko 1798., Cumberland.
- Erupcija Vezuva 1817., akvarel, 28,6 x 39,7 cm, New Haven.
- Parlament u plamenu, 16. listopada 1834., 1835., ulje na platnu, 92 x 123 cm, Umjetnički muzej, Cleveland, Ohio, SAD.
- Kanal Grande u Veneciji, 1835., ulje na platnu, 91 x 122 cm., Metropolitan, New York.
- Norham dvorac, 1837., Tate Gallery, London.
- Bojni brod Temeraire odvlače na njegovo posljednje sidrište da bude uništen, 1838., 1839.
- Brod s robljem (Robovi bačeni u more pred nadolazećim tajfunom), 1840., ulje na platnu, 90.8 x 122.6 cm, Umjetnička galerija, Boston.
- Svjetlo i boja (Goetheova teorija), 1843., Nacionalna galerija, London.

## Vanjske poveznice
- Retrospektiva britanskog umjetnika J.M.W. Turnera u Metropolitan Museum of Art  Arhivirana inačica izvorne stranice od 11. ožujka 2021. (Wayback Machine)
- J.M.W. Turner u londonskoj nacionalnoj galeriji  Arhivirana inačica izvorne stranice od 11. listopada 2007. (Wayback Machine) (engl.)